# Taunton Deane (circonscription britannique)
Circonscription parlementaire de la Chambre des communes
La circonscription de Taunton Deane  est une circonscription située dans le Somerset, représentée dans la Chambre des communes du Parlement britannique depuis 2015 par Rebecca Pow, du Parti conservateur.

## Géographie
La circonscription comprend :
- Les villes de Wellington et Taunton
- Le village de Fulford

## Députés
Les Members of Parliament (MPs) de la circonscription sont :
| Législature                    | Années       | Député | Député        | Parti               |
| ------------------------------ | ------------ | ------ | ------------- | ------------------- |
| Taunton Deane issue de Taunton |              |        |               |                     |
| 55e                            | 2010–2015    |        | Jeremy Browne | Libéraux-démocrates |
| 56e                            | 2015–2017    |        | Rebecca Pow   | Conservateur        |
| 57e                            | 2017–2019    |        | Rebecca Pow   | Conservateur        |
| 58e                            | 2019–Présent |        | Rebecca Pow   | Conservateur        |